# I.DE.A Institute
I.DE.A Institute (voluit Institute of Development in Automotive Engineering) was een Italiaans bedrijf dat zich specialiseerde in onderzoek en ontwikkeling van auto's en motorfietsen. Het bedrijf werd opgericht in 1978 en was gevestigd in Turijn. In 2019 legde het bedrijf de boeken neer.

## Geschiedenis
I.DE.A Institute werd opgericht in 1978 door de Italiaanse ontwerper Franco Mantegazza, die voorheen al samengewerkt had met andere grote Italiaanse namen in ontwerp en architectuur, waaronder Renzo Piano, Rudolf Hruska en Ettore Cordiano, technisch directeur bij FIAT.
Van bij de oprichting kreeg het bedrijf grote opdrachten van FIAT, zoals een studie en onderzoek naar nieuwe assemblagesystemen voor de productie van auto's met behulp van onafhankelijke productiecentra. I.DE.A ontwikkelde voor FIAT ook het eerste moderne spaceframe-concept in de autobouw.
I.DE.A. Institute heeft tijdens zijn bestaan verschillende reorgarnisaties gekend. In 2002 werd het bedrijf overgenomen door het Zwitserse Rieter Holding AG, in 2010 kwam het in handen van Quantum Kaptial AG en 2012 werd het verkocht aan MPS Automotive. In 2014 kwam I.DE.A. Institute weer in het bezit van zijn oprichter.
Het bedrijf had filialen in Brazilië (Contagem), China (Shanghai) en Duitsland (München).
In januari 2019 sprak de rechtbank in Turijn het faillissement uit.

## Ontwerpen en realisaties
- 1987 Ferrari 408 4RM (prototype)
- 1988 Fiat Tipo
- 1988 Ferrari PPG Indy Pace Car[4]
- 1989 Lancia Dedra
- 1990 Fiat Tempra
- 1992 Alfa Romeo 155
- 1992 Grigua and Grigua Off-Road[5]
- 1993 Lancia Delta (tweede generatie)
- 1993 Nissan Terrano II / Ford Maverick (eerste generatie)
- 1994 Lancia Kappa
- 1995 Daihatsu Move (eerste generatie)
- 1996 Fiat Palio (eerste generatie)
- 1997 Dacia D33 (prototype)
- 1997 Daewoo Nubira
- 1998 Tata Indica
- 2000 Kia Rio (eerste generatie)
- 2002 Tata Indigo
- 2004 Fiat Trepiùno[6] (alleen de bouw van het prototype voor de latere Fiat 500)
- 2008 Tata Nano
- 2012 SsangYong XIV-1[7] en XIV-2[8] (prototypes voor de SsangYong Tivoli).
- 2018 LvChi Venere[9] (prototype)

## Galerij

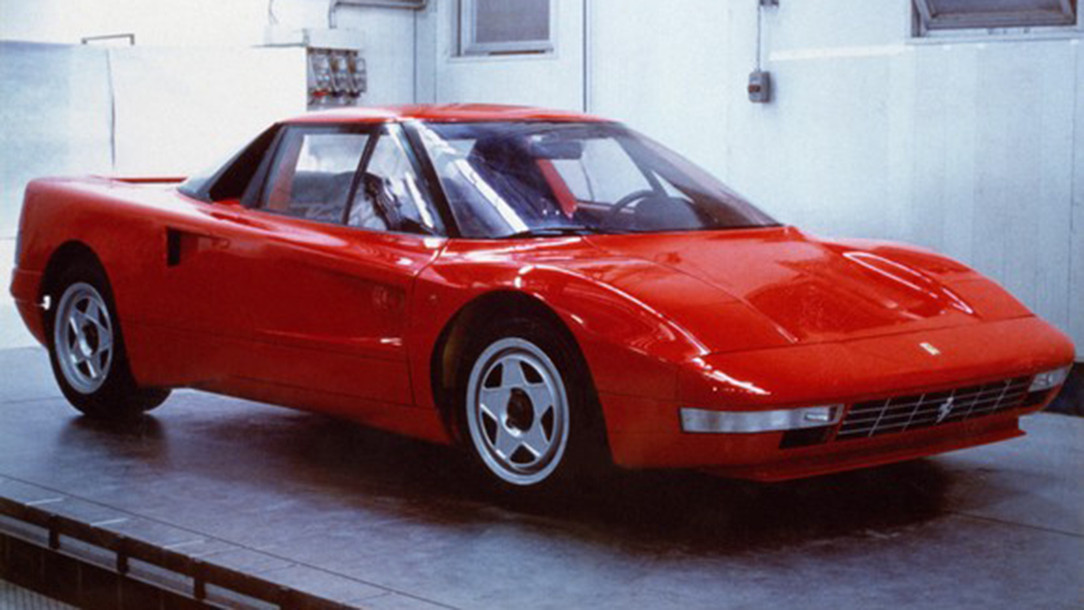
Ferrari 408 4RM (1987)
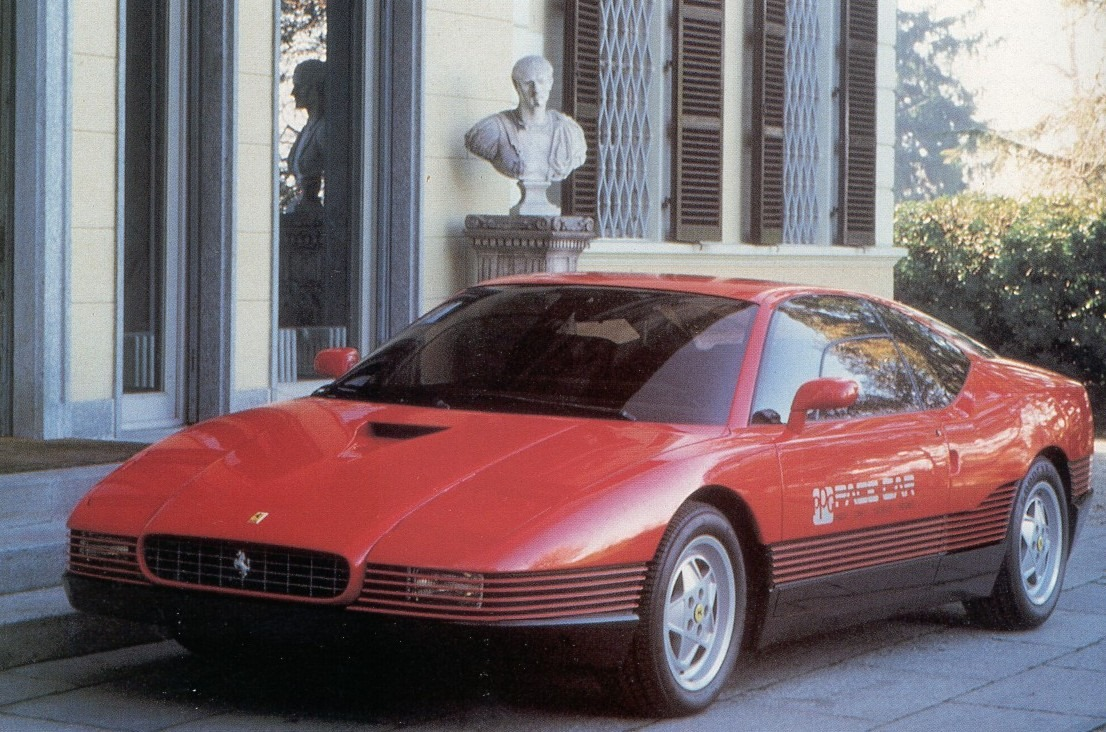
Ferrari PPG Indy Pace Car (1988)
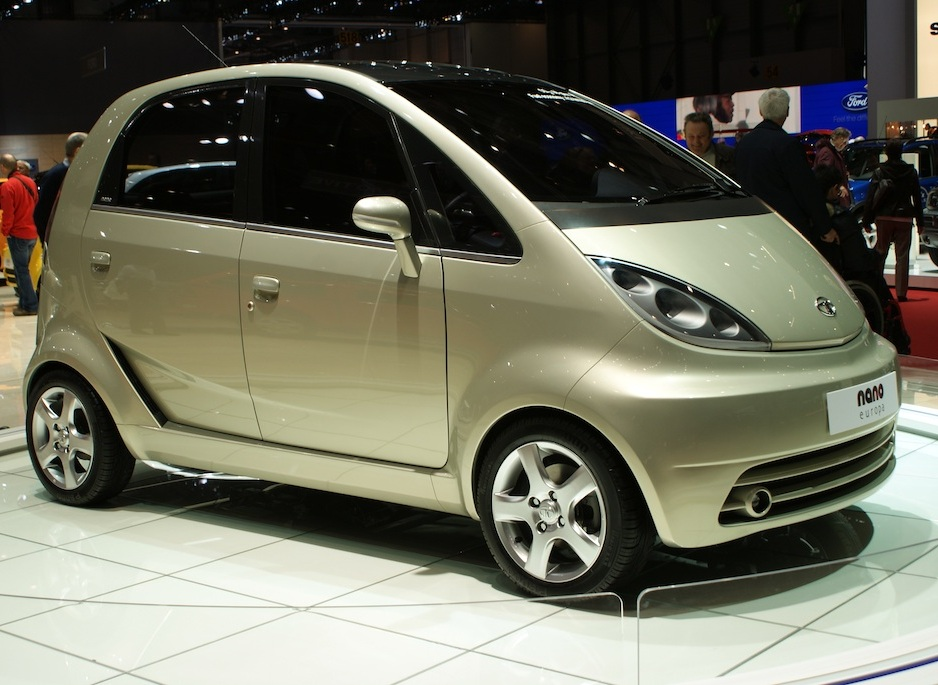
Tata Nano op het Autosalon van Genève in 2009
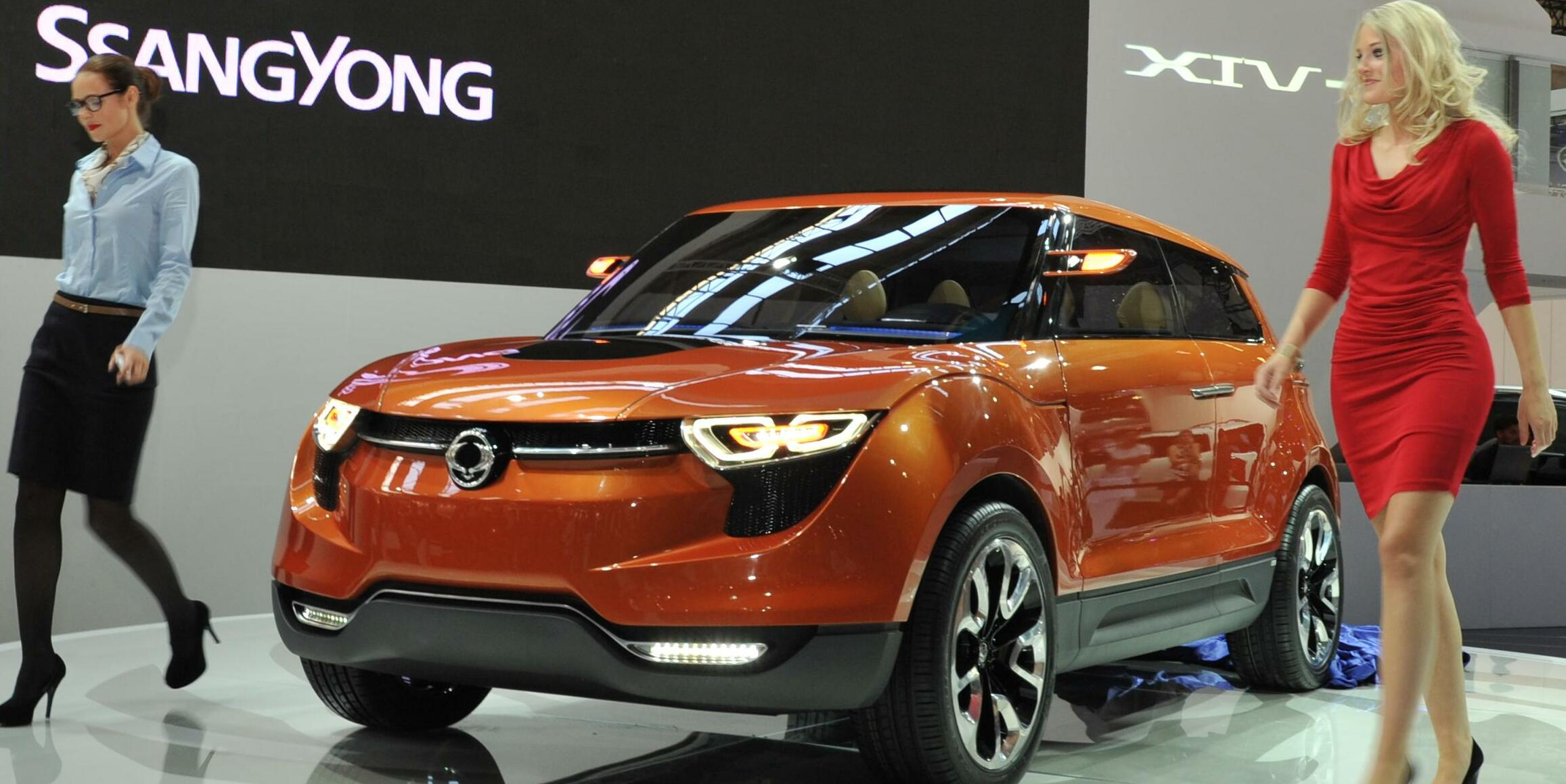
SsangYong XIV-1 op het Autosalon van Genève in 2012
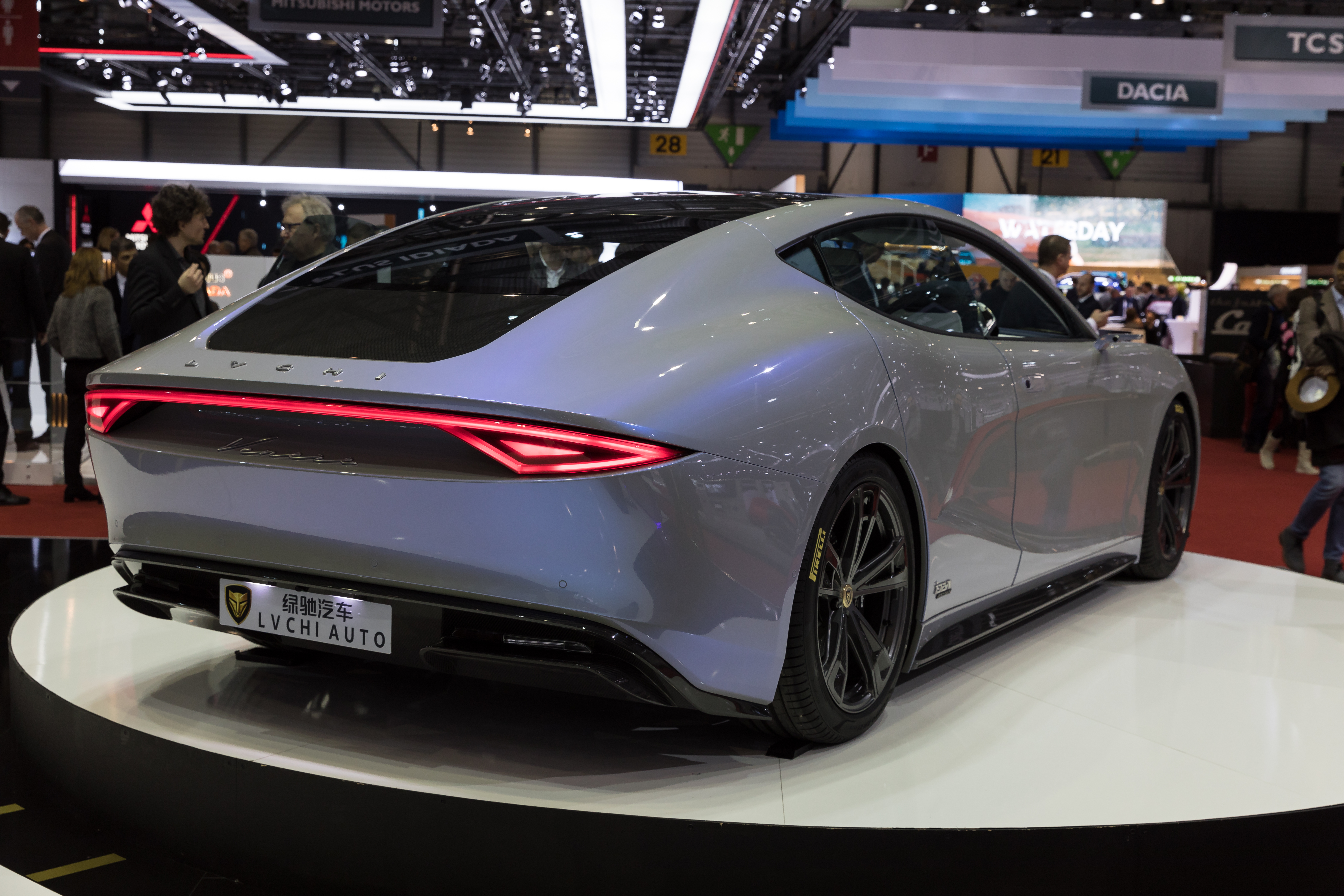
LvChi Venere op het Autosalon van Genève in 2018